# 281140 Trier
281140 Trier è un asteroide della fascia principale. Scoperto nel 2007, presenta un'orbita caratterizzata da un semiasse maggiore pari a 2,3362397 UA e da un'eccentricità di 0,1453126, inclinata di 3,74434° rispetto all'eclittica.